# 702 (gruppo musicale)
Le 702 sono state un gruppo musicale femminile R&B formatosi a Las Vegas e attivo dal 1994. Inizialmente un quartetto, il gruppo è diventato famoso soprattutto per i successi e gli album incisi nella seconda metà degli anni 90, con il terzetto formato da Kameelah Williams, LeMisha Grinstead e Irish Grinstead, fino al decesso di quest'ultima avvenuto il 16 settembre 2023.

## Storia del gruppo

### Gli inizi
Originarie di Las Vegas, le sorelle LeMisha, Irish e Orish Grinstead (queste ultime due gemelle) sono studentesse della Las Vegas Academy of Performing Arts. In occasione di ogni importante incontro di boxe della città, le sorelle Grinstead si esibiscono all'ingresso del Caesars Palace per mettere in mostra le proprie doti vocali nella speranza di essere notate da qualche personalità dell'industria musicale. Dopo molte di queste esibizioni vengono notate dall'attore Sinbad, che seppur non sia un produttore musicale crede nel talento delle sorelle Grindstead e convince i genitori delle ragazze di dare il loro consenso a partecipare ad un importante convention e concorso musicale che si terrà nella città di Atlanta. Nonostante il gruppo non riesca ad iscriversi entro i termini, Sinbad riesce a convincere gli organizzatori a farle partecipare al concorso. Il gruppo, che in quel periodo era stato battezzato Sweeta than Suga, arriva al secondo posto nella competizione e prima della conclusione della convention riesce a farsi notare ed ascoltare da Michael Bevins, membro storico dei New Edition e dei Bell Biv Devoe. L'artista, impressionato dalle doti vocali delle ragazze, si convince a lavorare con loro.
Il nome del gruppo viene cambiato in 702 (il codice dell'area di Las Vegas, città d'origine delle ragazze) ed al gruppo si aggiunge Amelia Grindstead, cugina delle ragazze. Le 702 entrano a far parte della Biv Ten, etichetta di proprietà di Bevins e distribuita dalla Motown Records, e fanno il loro debutto discografico collaborando a This Lil' Game We Play, singolo di successo del 1995 del gruppo R&B maschile dei Subway. Il brano, scritto e prodotto da Gerald Levert, vede LeMisha Grinstead cantare la parte femminile principale del brano.
Amelia lascia poco dopo il gruppo e viene sostituita da Kameelah Williams, amica delle sorelle Grinstead ed anch'essa studentessa della Las Vegas Academy Performing Arts. Le 702 realizzano alcuni demo, tra cui quelli per i futuri singoli Steelo e Get It Together, finché Orish decide di lasciare anch'essa il gruppo. Nonostante ciò le sue parti vocali appariranno nel futuro album di debutto delle 702. Bevins continua a lavorare con diversi produttori ed autori per cercare di ottenere il massimo dall'album di debutto delle ragazze.

### 1996–1998: L'album di debuttoNo Doubt
Nel 1996 le 702 incidono il loro album di debutto No Doubt, che entra al numero uno della Top Heatseekers di Billboard. Missy Elliott scrive e produce 4 brani dall'album, incluso il singolo Steelo e la sua versione remix. L'album realizza ben tre singoli di successo Steelo, All I Want e Get It Together.
Steelo, seppur con liriche leggermente diverse, viene utilizzato come tema del programma della rete televisiva Nickelodeon Cousin Skeeter mentre All I Want viene inserita nella colonna sonora del film Good Burger, produzione nuovamente firmata Nickelodeon. La ballata Get It Together, scritta da Donell Jones, ha un ottimo successo permettendo alle ragazze di raggiungere la terza posizione nella classifica dei singoli r&b e la decima nella classifica dei singoli pop di Billboard.
L'album No Doubt permette alle 702 di vincere un Soul Train Lady of Soul Award nel 1997, vendendo oltre 500 000 copie nel mondo. Oltre al successo dell'album di debutto, le 702 aprono il tour di riunione del 1996-97 dei New Edition, che vede esibirsi dal vivo anche artisti come Keith Sweat e Blackstreet.
Partecipano inoltre all'album di debutto di Missy Elliott Supa Dupa Fly collaborando al brano Beep Me 911, che viene estratto come singolo nel 1998 raggiungendo il numero 14 nelle classifiche di vendita dei singoli nel Regno Unito. Le ragazze collaborano inoltre con il rapper Rampage per il brano We Getz Down e nel 1998 fanno alcuni cameo nelle serie televisive Sister, Sister e Moesha.

### 1999–2000: Il successo diWhere My Girls At?
Dopo aver raggiunto il disco d'oro con l'album di debutto le ragazze registrato il loro secondo lavoro, l'omonimo 702, nuovamente per la Motown Records. Il primo singolo ad essere estratto dall'album è Where My Girls At?, brano scritto e prodotto da Missy Elliott che raggiunge la quarta posizione della Billboard Hot 100 diventando disco d'oro. Il brano permane in classifica per mesi e viene nominato come singolo dell'anno ai Soul Train Lady of Soul Awards del 1999. L'album entra nelle prime 40 posizioni della Billboard 200, permettendo alle ragazze di guadagnare una nuova nomination ai Soul Train Lady of Soul Awards del 2000 come miglior album di un gruppo e diventando disco d'oro con oltre 500 000 copie vendute.
Oltre ai successi del loro secondo album, le 702 hanno l'onore di cantare l'inno nazionale statunitense per l'apertura della stagione sportiva della WNBA. Partecipano inoltre al Never Say Never Tour della cantante R&B Brandy. Il 18 giugno 1999 LeMisha dà alla luce un bambino, Tony Lidon, e lascia momentaneamente il gruppo per prendersi cura del figlio. Orish, gemella di Irish, ritorna momentaneamente nelle 702 per prendere il posto di LeMisha negli impegni dal vivo.
Sul fronte cinematografico le ragazze hanno un cameo nel film della ABC del 1999 Double Platinum, che vede protagoniste Brandy e Diana Ross e firmano anche un accordo con l'agenzia Wilhelmina Models. You Don't Know e Gotta Leave, sono rispettivamente il secondo e terzo singolo estratti dall'album 702, ma rimangono lontani dal successo raggiunto dal singolo precedente Where My Girls At?. Nel 2000, insieme ad Eric Benét, aprono il tour di Brian McKnight in supporto al suo ultimo album Back at One.

### 2001-2002: Kameelah Williams lascia il gruppo
Nel 2001 la lead singer Kameelah Williams decide di lasciare il gruppo per tentare la carriera solista. Diventa la nuova protetta di Faith Evans e segna un accordo per essere gestita dalla Pedigree MGI Management, di proprietà di Faith e di suo marito Toddy Poo Russaw. Kameelah canta nei cori e scrive tre brani per il nuovo album di Faith, Faithfully. Collabora inoltre con Missy Elliott per il brano Take Away, terzo singolo dall'album Miss E... So Addictive. Nel 2001 circolano voci che vorrebbero Kameelah vicina ad aggregarsi al gruppo R&B delle Total ma la voce viene presto smentita. In questo periodo si rumoreggia anche di una possibile collaborazione delle 702 con Aaliyah, per una traccia intitolata Candy Girls dal nuovo album di quest'ultima, che vedrebbe anche la partecipazione di Missy Elliott & Timbaland. Ad ogni modo il brano non viene selezionato per la scaletta finale dell'album.
Le sorelle Grinstead, i membri rimasti delle 702, decidono di trovare una nuova cantante che possa prendere il posto di Kameelah Williams, ingaggiando così Cree Lamore. Con il nuovo terzetto, le 702 registrano il singolo Pootie Tangin' inserito nella colonna sonora del film di Chris Rock Pootie Tang. La canzone non ha un grande successo in classifica ma permette alle ragazze di ottenere una nuova nomination ai Soul Train Lady of Soul Awards del 2002, come miglior singolo di un gruppo, band o duo.

### 2003-2004: Il terzo albumStar
Nel 2003 Kameelah Williams decide di tornare nel gruppo, riprendendosi il posto che era stato preso da Cree Lamore. Le 702, tornate allo storico terzetto, registrano il loro terzo album, sempre per la Motown Records. L'album, intitolato Star, esce nel marzo 2003 ed entra nelle prime 50 posizioni della classifica Billboard 200.
In questo nuovo album le ragazze collaborano con cantanti del calibro di Mario Winans, Faith Evans, il gruppo hip hop dei Clipse e con produttori quali The Neptunes, Mike City e Kevin "She'kspere" Briggs. L'album non ha un grande successo di vendite ed i singoli Star e I Still Love You non entrano nella Billboard Hot 100, facendo la loro comparsa solo nella classifica Hot R&B/Hip-Hop Singles & Tracks. Ad ogni modo l'album permette alle ragazze di guadagnare due nomination ai Soul Train Lady of Soul Awards del 2003.
Non mancano anche gli impegni cinematografici con Irish Grinstead che appare, nel ruolo di Alicia, nel film The Brewster Project del 2004.

### 2008: La scomparsa di Orish Grinstead
Orish Grinstead, sorella gemella di Irish nonché uno dei membri originari del gruppo, muore il 20 aprile del 2008 a causa di un'insufficienza renale. L'unico video delle 702 a cui ha partecipato Orish è quello di This Lil' Game We Play, singolo del 1994 dei Subway in collaborazione con il gruppo femminile di Las Vegas.
Al momento non si hanno nuove notizie certe sul gruppo. Alcune voci parlano di un possibile rientro nel gruppo della cugina Amelia Grindstead, lontana dalle scene dal 1994.

## Formazione

### Formazione attuale
- LeMisha Grinstead (1994-presente) (nata il 10 giugno 1978)

### Ex componenti
- Kameelah Williams (1995-2001, 2003-2006) (nata l'8 marzo 1978)
- Orish Grinstead (1994-1996, 1999, 2006-2008) (nata il 2 giugno 1980, morta il 20 aprile 2008)
- Cree Lamore (2001)
- Amelia Grinstead (1994)
- Irish Grinstead (1994-2023) (nata il 2 giugno 1980, morta il 16 settembre 2023)

## Discografia
Album in studio
- 1996 – No Doubt
- 1999 – 702
- 2003 – Star

Singoli
- 1996 – Steelo
- 1997 – Get It Together
- 1997 – All I Want
- 1997 – No Doubt
- 1999 – Where My Girls At?
- 1999 – You Don't Know
- 2000 – Gotta Leave
- 2001 – Pootie Tangin'
- 2002 – Star
- 2003 – Blah Blah Blah
- 2003 – I Still Love You
- 2003 – Certified

### Collaborazioni
- 1994 – This Lil' Game We Play (Subway feat. 702)
- 1998 – Beep Me 911 (Missy Elliott feat. Timbaland, Magoo & 702)

## Premi
American Music Award
- 2000 - Miglior nuovo artista Soul / R&B (nominate)

BET Awards
- 2001 - Miglior gruppo femminile (nominate)

Soul Train Lady of Soul Awards
- 1997 - Miglior album R&B / Soul dell'anno di un gruppo, band o duo per No Doubt (vinto)
- 1999 - Miglior singolo R&B / Soul di un gruppo, band o duo per Where My Girls At? (nominate)
- 2000 - Miglior album R&B / Soul dell'anno di un gruppo, band o duo per 702 (nominate)
- 2002 - Miglior singolo R&B / Soul di un gruppo, band o duo per Pootie Tangin' (nominate)
- 2003 - Miglior album R&B / Soul dell'anno di un gruppo, band o duo per Star (nominate)
- 2001 - Miglior singolo R&B / Soul di un gruppo, band o duo per I Still Love You (nominate)